# Haoyi
Haoyi är en köping i sydöstra Kina. Den ligger i Zijin härad i staden Heyuan i provinsen Guangdong, omkring 150 kilometer öster om provinshuvudstaden Guangzhou. Antalet invånare är 10 727. Befolkningen består av 5 484 kvinnor och 5 243 män. Barn under 15 år utgör 27,0 %, vuxna 15-64 år 60 %, och äldre över 65 år 11,0 %.